# Schiffmühle (przystanek kolejowy)
Schiffmühle – zlikwidowany przystanek osobowy w Schiffmühle, w Brandenburgii, w Niemczech.